# Reichenfels
Reichenfels je naselje v Občini Reichenfels v Okraju Volšperk na Koroškem v Avstriji.